# Çaybaşı, Çüngüş
Çaybaşı là một xã thuộc huyện Çüngüş, tỉnh Diyarbakır, Thổ Nhĩ Kỳ. Dân số thời điểm năm 2008 là 104 người.